# Gestión Integrada de Recursos Hídricos
La  Gestión Integrada de Recursos Hídricos (GIRH) fue definida por el Comité Técnico de la Asociación Mundial para el Agua (GWP, por su sigla en inglés) como "un proceso que promueve la gestión y desarrollo coordinado del agua, la tierra y los recursos relacionados, con el fin de maximizar el bienestar social y económico resultante, pero de manera equitativa, y sin comprometer la sostenibilidad de los ecosistemas". 
Operativamente, el enfoque de GIRH involucra la aplicación de conocimiento de diversas disciplinas, así como las perspectivas de diversos factores para elaborar e implementar soluciones eficientes, equitativas y sostenibles a los problemas hídricos y de desarrollo. Por lo tanto, la GIRH es una herramienta para el desarrollo y la gestión del agua de forma que hace un balance de las necesidades económicas y sociales, y asegura la protección de ecosistemas para generaciones futuras. 
El agua tiene muchos usos diferentes - para la agricultura, para ecosistemas saludables, para la gente y su sustento- que demandan una acción coordinada. Un enfoque de GIRH es un proceso abierto y flexible que une a tomadores de decisión de diversos sectores que repercuten en el recurso hídrico, y trae a todos los actores a la mesa para establecer políticas y decisiones balanceadas en respuesta a retos hídricos enfrentados. 
Ha sido acordado considerar como un 'bien finito y económico tomando en cuenta la asequibilidad y el criterio de equidad', con el fin de enfatizar en su escasez en los Principios de Dublín, establecidos en la Declaración de Dublín: 
1. El agua es un recurso vulnerable y finito, esencial para mantener la vida, el desarrollo y el medio ambiente.
2. El desarrollo y la gestión del agua deberían estar basados en un enfoque participativo, involucrando usuarios, planificadores y realizadores de política a todo nivel.
3. La mujer juega un papel central en la provisión, el manejo y la protección del agua.
4. El agua es un bien público y tiene un valor social y económico en todos sus usos competitivos.

Uno de los principales campos de enfoque ha sido el involucramiento de mujeres en proyectos de agua y saneamiento, especialmente en los países en vías de desarrollo. El International Water Management Institute (IWMI), UNESCO and el International Water and Sanitation Center son algunos de los institutos que han realizado investigación en esta área.